# Mörsils landsfiskalsdistrikt
Mörsils landsfiskalsdistrikt var 1918–1964 ett landsfiskalsdistrikt i Jämtlands län, bildat när Sveriges indelning i landsfiskalsdistrikt trädde i kraft den 1 januari 1918, enligt beslut den 7 september 1917. Den 1 januari 1965 avskaffades i Sverige samtliga landsfiskaler och landsfiskalsdistrikt, och deras arbetsuppgifter delades upp på de nyskapade indelningarna polisdistrikt, åklagardistrikt och kronofogdedistrikt.
Landsfiskalsdistriktet låg under länsstyrelsen i Jämtlands län.

## Ingående områden
Den 1 januari 1928 upphörde de jämtländska lappförsamlingarnas status som fristående från Sveriges kommuner, och Undersåkers lappförsamlings invånare ingick därefter i de kommuner där de var mantalsskrivna. När Sveriges nya indelning i landsfiskalsdistrikt trädde i kraft den 1 oktober 1941 (enligt kungörelsen den 28 juni 1941) tillfördes Mattmars landskommun från det genom kungörelsen upplösta Alsens landsfiskalsdistrikt. Den 1 januari 1952 (enligt kungörelsen 1 juni 1951) trädde ännu en ny indelning i landsfiskalsdistrikt i kraft och då införlivades Offerdals landsfiskalsdistrikt medan Kalls landskommun överfördes till Undersåkers landsfiskalsdistrikt.

### Från 1918
- Kalls landskommun
- Mörsils landskommun
- Undersåkers lappförsamling

### Från 1928
- Kalls landskommun
- Mörsils landskommun

### Från 1 oktober 1941
- Kalls landskommun
- Mattmars landskommun
- Mörsils landskommun

### Från 1952
- Alsens landskommun
- Mörsils landskommun
- Offerdals landskommun